# Vittoria Group

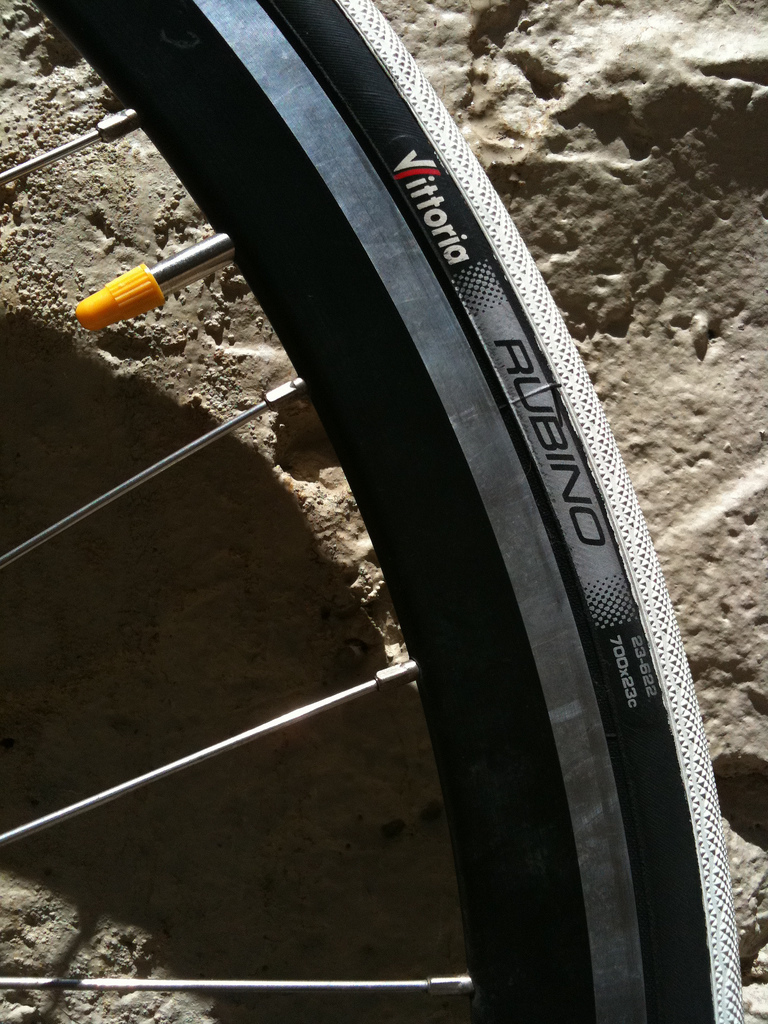
Vittoria Rubino

Vittoria Group es un fabricante italiano de neumáticos de bicicleta establecida en 1953. La compañía tiene más de 1000 empleados en todo el mundo, una producción anual de más de 7 millones de neumáticos, 900.000 tubulares de algodón y la producción de neumáticos de bicicleta de montaña Geax y las operaciones de varias marcas de terceros en algunos países (3T, Mavic, Fox en Italia, 3T Cycling, Northwave, Selle San Marco y BBB Bike Parts).
En 1988 se creó una nueva empresa llamada Vittoria Industries Ltd. con una reestructuración completa de la compañía italiana en una operación internacional. En este proceso de la producción italiana se trasladó a una fábrica de nueva creación denominada Lion Tyres (Tailandia) Co., Ltd., hoy considerada como una de las mejores fábricas de neumáticos del mundo.
Sus instalaciones en todo el mundo incluyen:
- Vittoria S.p.A., in Madone, Italia
- Vittoria Industries North America Inc., in Oklahoma City, EE. UU.
- Lion Tyres (Tailandia) Co., Ltd., in Bangkok, Tailandia
- Vittoria Industries Ltd., in Hong Kong, China
- Vittoria Logistics Taiwan, in Taipéi, Taiwán